# 土粥
土粥（つちがゆ）は飢饉の際、食べられていたとされる土と水だけで作る救荒食である。
現実に土粥が食べられるかどうかは証明されていないが、天保の大飢饉の折に村上郡では「諸樹の根、松の皮、柿の葉、土を制し食する」と『天保饑饉奧羽武藏聞書』で報告されている。
大躍進政策時代の中国で、腹痛を訴えたのち死亡した者を医師が解剖したところ、消化器に泥が詰まっていた複数の例があり、土をなんらかの方法で食べようとして死亡に至ったものと推定されている。
古代ローマの博物誌には、赤い粘土が入った粥状のシリアルについての記述がある。

## 作り方
伝えられる作り方は2通りある。
土はどんなものでもよいが腐葉土がよいとされる、水と土を4～5:1の割合で混ぜ合わせ沈殿するのを待ち水を捨てる。これを何度も繰り返す。その際ゴミや砂利、石なども取り除く。綺麗になった土を三日間水に漬けおく。この際も1日3～4回水を交換する。最後に土に適量な水をいれ沸騰させて完成する。（つまり土自体を食べる）
次のやり方も腐葉土がよいとされる、土と水を1:1でかき混ぜ沈殿するのを待ち水を捨てる。その研いだ土に水を加えかき混ぜ今度は上水を取り置き沸騰させる。すると水の中の有機成分があくとして出てくるのでこれを食べる。（こちらは土は食べない）